# 제리 반 에위크
제리 반 에위크(1992년 3월 12일 ~ )는 네덜란드의 축구 선수이다. 포지션은 윙어이다. 현재 FC 남동 소속이다.

## 클럽 경력
2012년 AGOVV 아펠도른에서 프로 선수로 데뷔했다. 2012년, 더 흐라프스합으로 이적했다. 2014-15시즌 더 흐라프스합에서 18골을 터뜨리며 에이르스터 디비시 득점 6위에 올랐다.
2015년, 에이르스터 디비시로 강등된 고 어헤드 이글스로 이적했다.
2017시즌을 앞두고 USL의 오렌지 카운티 SC에 입단하면서 미국 무대로 자리를 옮겼다.
2018시즌을 앞두고 리노 1868 FC로 이적했으며 1년 후인 2019년, 오렌지 카운티로 복귀했다.
2020시즌을 앞두고 K3리그의 천안시 축구단으로 이적했다. 2020년 5월 16일에 열린 청주 FC와의 경기에서 천안 입단 이후 첫 골을 기록하며 팀의 1-0승리를 이끌었다.
2022시즌을 앞두고 FC 남동에 입단했다.

## 국가대표팀 경력
제리는 네덜란드 U-17 축구 국가대표팀으로 10경기를 뛰었다. 특히 2009년에는 UEFA U-17 축구 선수권 대회에 참여하였으며 이 중 3경기를 뛰었다.